# Kusaka Genzui

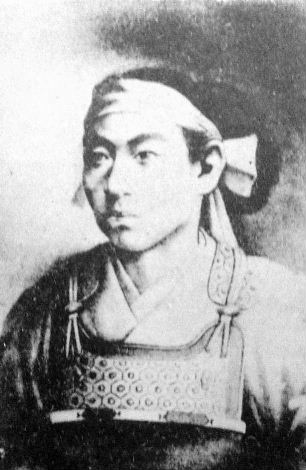
Kusaka Genzui

Kusaka Genzui (japanisch 久坂 玄瑞; geboren 1840 in der Provinz Nagato; gestorben 20. August 1864 in Kyōto) war ein japanischer Samurai und Gegner des Bakufu.

## Leben und Wirken
Kusaka Genzui war der zweite Sohn von Ryosuke Kusaka (久坂良迪; 1840–1864), einem Arzt des Chōshū-Han. 1864 wurde Genzui nach dem Tod seines Vaters Oberhaupt der Familie, da sein älterer Bruders Genki (久坂 玄機) bereits 1854 gestorben war. 1857 bereiste er in Kyūshū und schloss sich, angeregt von den Tennō-Anhängern Gessui (月性; 1817–1858), Miyabe Teizō (宮部 鼎蔵; 18201864) und anderen, im Mai dem Lehrer und Revolutionär Yoshida Shōin an. Im folgenden Jahr heiratete Genzui Shōins jüngere Schwester Fumiko (吉田 文子). Zusammen mit Takasugi Shinsaku war er der Beste Yoshidas Schule „Shōkason-juku“ (松下村塾).
1859 ging Kusaka nach Edo, studierte Holländisch bei Ōmura Masujirō. Er kehrte im Februar des folgenden Jahres in die Heimat zurück, begleitete dann im Mai Yoshida auf dessen Reise nach Edo. Nach der Hinrichtung Yoshidas im Oktober schlossen sich die Schüler zu einem Bund zusammen. Im folgenden Jahr, 1860, ging er nach Edo und nahm Privatunterricht bei Hori Tatsunosuke (堀達 之助; 1923–1894), Lehrer an der Unterrichtsstätte des Bakufu, Bansho-Shirabesho. Im August gedachte er mit Takasugi und anderen am Hinrichtungsplatz „Kozukahara“ (小塚原) des dort hingerichteten Yoshida.
Nachdem Kusaka den Austausch mit Satsuma-, Mito- und Tosa-Gelehrten vertieft hatte, arbeitete er mit den Han-Regierungen zusammen, um die Kōbu-Gattai-(公武合体)-Idee – also das Bestreben, gemeinsam vom Bakufu und dem kaiserlichen Hof Reformen durchzuführen, wie sie von Nagai Uta (1819–1863) und Prinz Kazunomiya Kōka (和宮 降嫁; 1846–1877) und angedacht wurden, zu verhindern. Er scheiterte jedoch und wurde im Oktober 1861 angewiesen, zum Han zurückzukehren. Im März des folgenden Jahres schloss er sich den Soldaten des Hyōgo-Wachtruppen in Kyōto an und plante, Truppen zum Vertreiben der Ausländer zu erheben. Aber seine Mitstreiter vom Satsuma-Han wurden beim Teradaya-Vorfall unterdrückt, und so gab er seine Pläne auf.
Danach hat Kusaka sich an die Leiter der Domänenverwaltung gewandt, darunter an Sufu Masanosuke (周布 政之助; 1823–1864) und Maeda Magoemon (1818–1865), wobei es ihm gelang, sie von der These des „Sonnō jōi“ – „Verehrung den Kaisers, Vertreibung der Barbaren“ zu überzeugen. Dann ging er 1862 nach Edo, wo er mit Takasugi und anderen im Dezember die im Bau befindliche britische Gesandtschaft im Ortsteil Gotenyama zerstörte. 1863 ging er nach Kyōto, wo er die Sonnō jōi-Idee verbreitete und viele Anhänger gewinnen konnte. Er selbst erhielt einen höheren Samurai-Status. 
Als Nächstes ging Kusaka nach Shimonoseki, befehligte im Mai desselben Jahres die Bombardierung britischer Schiffe und plante, wieder nach Kyōto zu gehen, war dann durch die Beschießung von Kagoshima frustriert. Im September wurde er zum Beamten für politische Angelegenheiten ernannt und stand auf dem Hauptweg der Domänenreform und reiste viel zwischen Kyōto und Yamaguchi hin und her.
In der Zeit gab es einen Konflikt zwischen der Theorie der bewaffneten Vertreibung der Shogunats-Truppen aus Kyōto und der Theorie der Herrschaftsteilung. Er war für ersteres Vorgehen und führte die im Juni 1864 entsandten Soldaten des Chōshū-Hans an und besetzte Yamazaki, südlich von Kyōto. Obwohl er ein vorsichtiges vertrat Vorgehen vertrat, erlag er der Theorie des harten Zuschlagens, wie sie von Kijima Matabei (来島 又兵衛; 1817–1864), Maki Yasuomi (真木 保臣; 1813–1864) und anderen vertreten wurde. Es kam zum Aufstand am Hamaguri-Tor, die Aufständischen wurden besiegt, und er nahm sich in Takashi-Residenz, 24 Jahre alt, das Leben.